# Amt Rehna
L'Amt Rehna est un Amt de l'arrondissement du Mecklembourg-du-Nord-Ouest dans le Land de Mecklembourg-Poméranie-Occidentale, dans le Nord de l'Allemagne.

## Communes
1. Carlow
2. Dechow
3. Groß Molzahn
4. Holdorf
5. Königsfeld
6. Nesow
7. Rehna
8. Rieps
9. Schlagsdorf
10. Thandorf
11. Utecht
12. Vitense
13. Wedendorfersee